# Valea Aialon

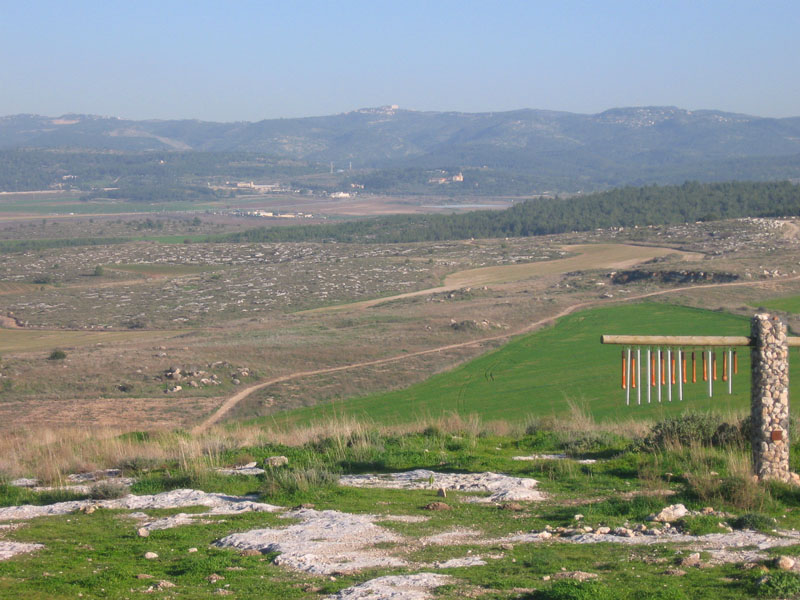
Valea Aialon, văzută de la Ghezer

Valea Aialon (Ayalon; în ebraică ןאַיָּלוֹן sau איילו) a fost un loc în câmpia Shefelá din antica Țară a lui Israel, identificat în anii 1800 ca Yalo, un sat palestinian arab situat la poalele trecătoarei Bethoron și la 13 km sud-est de Ramla în Cisiordania, dar distrus în 1967.

## Istoric
În Scrisorile de la Amarna, scrise în ultimii doisprezece ani de domnie ai faraonului Akhenaton și în primul an de domnie a lui Tutankhamon (secolul al XIV-lea î.Hr.), căpetenia Abdi-Heba vorbește de distrugerea „orașului Aialon” de către invadatori și se descrie pe sine ca fiind „afectate, foarte afectat” de calamitățile produse pe acest teritoriu, cerând regelui Egiptului să se grăbească pentru a-i veni în ajutor.
Aialon este menționat în cronicile ce relatează invadarea Palestinei de către regele Shoshenq I al Egiptului în secolul al X-lea î.Hr.
Acest eveniment ar putea să fi fost relaționat cu un atac al amoriților, desfășurat înainte de sosirea israeliților sub conducerea lui Iosua. Dar, din moment ce valea se întinde atât de departe spre vest până într-un punct aflat la jumătatea distanței dintre Sha'alvim și Latrun, orașul la care se face referire în aceste scrisori ar fi putut fi orice așezare din vale.

### Lupta lui Iosua
Valea Aialon a fost menționată pentru prima dată în Cartea lui Iosua ca fiind locul în care Iosua i-a învins pe cei cinci regi amoriți. După ce a mărșăluit toată noaptea pentru a salva orașul Ghibeon din coaliția condusă de regele iebuseilor (Ierusalimului), Iosua i-a urmărit pe inamici către est, prin coborârea dealului Bet-Horon, și apoi spre sud, de-a lungul văii Aialon. Pentru a permite israeliților să-și desăvârșească victoria înainte de căderea nopții, Iosua i-a cerut lui Dumnezeu să lungească ziua, rostind următoarea comandă: „Stai, soare, deasupra Ghibeonului, și tu, lună, oprește-te deasupra văii Aialon!”. Pasajele din Joshua 10:11-14 menționează că soarele a respectat cererea lui Iosua.

### Seminția lui Dan
După cucerire, orașul Aialon a fost repartizat seminției fiilor lui Dan (Joshua 19:42) și a fost desemnat ca fiind unul dintre cetățile levitice încredințate fiilor lui Cahat (Joshua 21:24 si 1 Chronicles:6:69). În ciuda victoriei inițiale a lui Iosua din valea Aialon, amoriții au continuat să trăiască în orașul Aialon (Judges 1:34-35). Presiunea constantă a filistenlor pentru a controla văile regiunii Shephelah i-a forțat pe urmașii lui Dan să se retragă spre vest, micșorând dimensiunea teritoriului pe care-l stăpâneau. În cele din urmă, ei au abandonat moștenirea lor inițială în zona Aialon și s-a mutat în partea extremă nordică a Israelului, stabilindu-se în orașul Laiș, pe care l-au redenumit Dan (Judges 18:HE).
Orașul a fost, de asemenea, locul unei mari victorii asupra filistenilor obținute de regele Saul și de fiul său, Ionatan. După un atac îndrăzneț al lui Ionatan asupra garnizoanei filistene de la Micmaș, ei i-au urmărit pe filisteni la Aialon, la o distanță de cincisprezece mile (1 Samuel:14:31). În ultimii ani, Aialon a fost locuit de urmași ai triburilor lui Efraim și Veniamin (1 Chronicles:6:69 și 1 Chronicles:8:13).
După ce regatul s-a dezbinat, Aialon a devenit granița dintre regatele Iudeea și Israel. Roboam, regele Iudeei, a fortificat orașul Aialon, furnizându-i ofițeri, arme și provizii de alimente (2 Chronicles:11:5-12).

### Identificare
Identificarea Aialonului cu Yalo a fost făcută de Edward Robinson în timpul călătoriilor sale în Palestina în anul 1838. Folosind lucrările lui Ieronim și Eusebiu din Cezareea, care descriu Aialonul ca aflându-se la două  mile romane de Emmaus Nicopolis, bazându-se, de asemenea, pe descrierile Aialonului din Vechiul Testament și remarcând asemănările lingvistice între numele arab al localității și numele ebraic al orașului biblic, Robinson a concluzionat că Yalo era într-adevăr Aialon.

### Statul Israel
Canada Park, Yad La-Shiryon, Centrul Internațional pentru Studiul Migrației Păsărilor și Mănăstirea Latrun se află în Valea Aialon.